# Kalidou Cissokho
Kalidou Cissokho (ur. 14 grudnia 1972 w Dakarze)– senegalski piłkarz grający na pozycji bramkarza.

## Kariera klubowa
Cissokho przez 12 lat swojej kariery związany był z klubem z rodzinnego Dakaru, ASC Jeanne d’Arc. W jego barwach zadebiutował w pierwszej lidze i od tego czasu jest pierwszym bramkarzem. W 1998 roku dotarł z nim do finału Pucharu CAF, jednak zespół przegrał 0:1 i 0:3 z tunezyjskim CS Sfaxien. W 1999 roku Kalidou po raz pierwszy w karierze został mistrzem kraju, a sukces ten powtórzył jeszcze w latach 2001–2003 zdobywając ten tytuł trzykrotnie z rzędu.
W 2004 roku Cissokho został piłkarzem azerskiego Bakili Baku, a w 2005 roku odszedł do Bakı FK. W 2006 roku został mistrzem Azerbejdżanu, a w sezonie 2008/2009 powtórzył to osiągnięcie.

## Kariera reprezentacyjna
W 2002 roku Cissokho został powołany przez selekcjonera Bruno Metsu do kadry Senegalu na Mistrzostwa Świata 2002. Na Mundialu był rezerwowym dla Tony’ego Sylvy i nie wystąpił w żadnym spotkaniu. Był także w drużynie Senegalu na Puchar Narodów Afryki 2004.